# Хиксон, Майкл
Майкл Хиксон (англ. Michael Hixon; родился 16 июля 1994 года, Амхерст, штат Массачусетс, США) — американский прыгун в воду, двукратный серебряный призёр Олимпийских игр (2016 и 2020). бронзовый призёр чемпионата мира.

## Биография
Хиксон родился в городе Амхерст, штат Массачусетс, США. Его родителя являются тренерами в американских университетах. Мать Майкла, Мэнди Хиксон, тренер по прыжкам в воду в Амхерстском колледже, а отец Майкла, Дэйв Хиксон, был тренером баскетбольной команды Амхерстского колледжа с 1977 года.
Хиксон учился в средней школе Амхерста.
Хиксон стал известен после того, как выступил на Летних юношеских Олимпийских играх в 2010 году. В Сингапуре Хиксон завоевал бронзовую медаль на трамплине 3 метра, с суммой 554.65 балла, Майкл уступил лишь китайцу Цю Бо и украинцу Александру Бондарю.
В 2010 году Хиксон участвовал на чемпионате мира по водным видам спорта среди юниоров. Завоевал серебро на синхронном трамплине 3 метра, вместе с Кристианом Ипсеном, но в одиночных соревнованиях показал лишь 10 результат.
В 2015 году участвовал на чемпионате мира по водным видам спорта в Казани. Завоевал бронзу на сольном трамплине 1 метр, с результатом 428.30 балла. На сольном трамплине 3 метра остановился в полуфинале, показав 13 место с результатом 441.10 балл.
Хиксон заявил, что его цель завоевать медаль на Летних Олимпийских играх 2016 в Рио-де-Жанейро.